# بيتر كور
بيتر كور (بالإنجليزية: Peter Corr) هو لاعب كرة القدم الغالية ولاعب كرة قدم أيرلندي، ولد في 23 يونيو 1923 في دوندالك في جمهورية أيرلندا، وتوفي في 1 يونيو 2001 في Goosnargh ‏ في المملكة المتحدة بسبب مرض آلزهايمر. شارك مع منتخب جمهورية أيرلندا لكرة القدم. أما مع النوادي، فقد لعب مع بريستون نورث إيند ونادي إيفرتون ونادي بانغور سيتي ونادي دوندالك وويغان أتلتيك.